# Setellia dichaeta
Setellia dichaeta är en tvåvingeart som beskrevs av Willi Hennig 1937. Setellia dichaeta ingår i släktet Setellia och familjen Richardiidae.
Artens utbredningsområde är Guyana. Inga underarter finns listade i Catalogue of Life.